# Tên lửa ngoài tầm nhìn
Tên lửa không đối không ngoài tầm nhìn là loại tên lửa không đối không có khả năng giao chiến với mục tiêu ở khoảng cách 20 dặm (32 km) hoặc xa hơn. Tầm bắn xa của tên lửa có được nhờ thiết kế động cơ tên lửa hoặc động cơ khởi tốc ban đầu để đưa tên lửa tới vận tốc hoạt động của động cơ ramjet và động cơ ramjet dùng để bay hành trình.
Ngoài việc có tầm bắn xa, tên lửa còn có khả năng bám theo mục tiêu từ khoảng cách lớn và theo dõi mục tiêu trong khi bay. Tên lửa có khả năng thay đổi đường bay ở pha giữa nhờ tín hiệu điều khiển truyền đến tên lửa.

## Lịch sử
Các nguyên mẫu của tên lửa không đối không sử dụng đầu dò radar bán chủ động, nghĩa là tên lửa sẽ thu nhận các bức xạ từ máy bay mẹ để hướng tới mục tiêu. Thế hệ tên lửa ngoài tầm nhìn mới nhất sử dụng kết hợp cả đầu dò radar bán chủ động và radar chủ động.
Tên lửa không đối không thế hệ đầu sử dụng thiết kế dẫn đường đơn giản là lái tên lửa theo cánh sóng. Tên lửa Sparrow 1 trang bị trên máy bay tiêm kích Douglas F3D Skyknight của Hải quân Mỹ là tên lửa đánh chặn ngoài tầm nhìn đầu tiên trên thế giới, ra đời vào năm 1954. Những tên lửa BVR thô sơ này nhanh chóng được thay thế bằng tên lửa sử dụng radar dẫn đường bán chủ động (SARH). Nguyên lý của nó là radar trên máy bay sẽ khóa vào mục tiêu theo chế độ chiếu xạ một mục tiêu (single target track), hướng chùm tia radar về mục tiêu, tia radar phản xạ từ mục tiêu sẽ được bộ thu tín hiệu trên tên lửa thu được và điều chỉnh tên lửa theo hướng vào mục tiêu. Radar của máy bay sẽ phải liên tục chiếu xạ vào mục tiêu cho đến khi tên lửa tiêu diệt mục tiêu. Các tên lửa không đối không như Raytheon AIM-7 Sparrow và Vympel R-27 (Ký hiệu của NATO: AA-10 'Alamo') có đường bay được điều chỉnh hướng về phía nguồn phản xạ sóng bức xạ, tương tự như bom dẫn đường bằng laser sẽ bay vào nguồn phản xạ laser. Một số loại tên lửa tầm xa nhất hiện nay vẫn còn hoạt động theo phương thức này.
Phiên bản tên lửa AIM-7 Sparrow II là loại tên lửa đầu tiên trang bị đầu dò radar bán chủ động được đưa vào trang bị, tuy nhiên tên lửa không đối không đầu tiên được đưa vào sử dụng có đầu dò chủ động ở pha cuối tiếp cận mục tiêu là AIM-54 Phoenix trang bị trên F-14 Tomcat, được đưa vào trang bị năm 1972. Nhờ đầu dò chủ động trên tên lửa mà máy bay mẹ không cần phải chiếu xạ mục tiêu ở pha cuối, tránh các nguy hiểm tiềm tàng. Tên lửa Phoenix và radar dẫn bắn AWG-9 của F-14 có khả năng theo dõi và tấn công nhiều mục tiêu cùng một lúc, đây là tính năng mà mãi sau này mới có trên tên lửa AMRAAM năm 1991.
Thay vào đó, các tên lửa loại bắn và quên mới hơn như Raytheon AIM-120 AMRAAM và Vympel R-77 (NATO định danh là AA-12 'Adder') sử dụng hệ thống dẫn đường quán tính (INS) kết hợp với thông tin mục tiêu ban đầu từ máy bay phóng và các bản cập nhật từ liên kết dữ liệu một hoặc hai chiều trong các pha bay ban đầu, sau đó chuyển sang chế độ dẫn đường ở pha cuối, điển hình là dẫn đường bằng radar chủ động. Các loại tên lửa này có ưu điểm là không yêu cầu máy bay mẹ phải khóa mục tiêu liên tục bằng năng lượng radar trong toàn bộ đường bay của tên lửa và trên thực tế hoàn toàn không yêu cầu radar máy bay mẹ khóa mục tiêu trước khi phóng mà chỉ cần thông tin theo dõi về mục tiêu. Điều này giúp mục tiêu khó nhận biết hơn việc đang bị tấn công bởi tên lửa và cũng cho phép máy bay phóng cơ động thoát ly hoặc giao chiến với máy bay khác trong khi tên lửa vẫn lao vào mục tiêu. Các tên lửa có tầm bắn xa nhất như tên lửa AIM-54 Phoenix của Hughes (nay là Raytheon) và R-33 do Vympel sản xuất (tên định danh của NATO là AA-9 'Amos') cũng sử dụng nguyên lý này.
Một số biến thể của tên lửa Vympel R-27 sử dụng đầu dò radar bán chủ động SARH cho giai đoạn bay ban đầu và sau đó là sử dụng đầu dò hồng ngoại thụ động ở giai đoạn tiếp cận mục tiêu. Loại tên lửa này yêu cầu sự hướng dẫn chủ động trong thời gian bay dài hơn so với tên lửa bắn và quên nhưng vẫn sẽ đảm bảo tên lửa bay đến mục tiêu ngay cả khi không có radar máy bay mẹ khóa mục tiêu trong những giây cuối cùng khi tên lửa tiếp cận mục tiêu và ít bị nhiễu do kết hợp cả hai loại dẫn dường.

## Chỉ trích
Hiệu quả của tên lửa không đối không BVR thường bị đánh giá thấp.
Năm 2005, một biên bản của sĩ quan Không quân Hoa Kỳ Patrick Higby đã đưa ra rằng tên lửa ngoài tầm nhìn không đạt được hiệu quả như mong đợi, mặc dù tên lửa có giá thành cao. Vì tên lửa ngoài tầm nhìn yêu cầu radar lớn nên chúng khiến máy bay mẹ nặng hơn và tăng lực cản, làm tăng chi phí mua sắm và vận hành máy bay. Máy bay chiến đấu có trang bị tên lửa không đối không ngoài tầm nhìn (BVR) có xu hướng kém nhanh nhẹn hơn những máy bay trước đó. Các phi công chiến đấu trong khi đó không mấy khi sử dụng tên lửa BVR ở tầm BVR khó phân biệt bạn và thù. Có một sự thật là hầu hết tên lửa BVR đều được phóng khi máy bay đối phương ở trong tầm nhìn. Lực lượng không quân phương Tây chỉ 4 lần tiêu diệt máy bay đối phương ở cự ly ngoài tầm nhìn trong tổng số 528 lần bắn hạ máy bay đối phương trong giai đoạn 1965–1982; hầu hết các vụ không chiến trong thời kỳ đó đều được thực hiện bằng súng hoặc tên lửa không đối không trong tầm nhìn (AIM-9 Sidewinder).
Tỷ lệ bắn hạ máy bay chiến đấu đối phương bởi tên lửa BVR tăng lên trong Chiến tranh vùng Vịnh năm 1991 có thể phụ thuộc đáng kể vào các yếu tố khác, chẳng hạn như sự hỗ trợ của Hệ thống chỉ huy và cảnh báo sớm trên không, hệ thống NCTR của F-15C, cũng như sự kém cỏi của không quân Iraq. Không ai trong số các phi công Iraq thực hiện bất kỳ biện pháp né tránh nào, do huấn luyện kém hoặc cảm biến cảnh báo radar chiếu xạ của họ bị trục trặc. Một vấn đề lớn với tên lửa ngoài tầm nhìn vẫn là công nghệ Nhận dạng bạn thù.
Năm 2015, Phó Đô đốc Lực lượng Không quân Hải quân Hoa Kỳ Mike Shoemaker đã trích dẫn sự hợp nhất cảm biến của máy bay chiến đấu phản lực thế hệ thứ năm Lockheed Martin F-35 Lightning II như một cách để "mang lại khả năng nhận dạng địch ta từ xa và sau đó chia sẻ thông tin đó" với các phương tiện khác.

## Ảnh

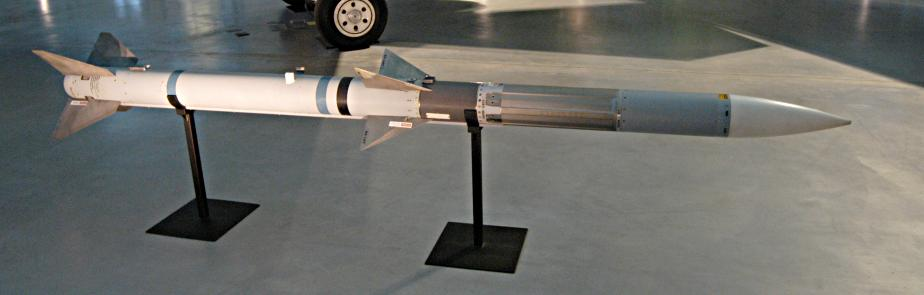
AMRAAM là loại tên lửa Không đối không ngoài tầm nhìn rất phổ biến.
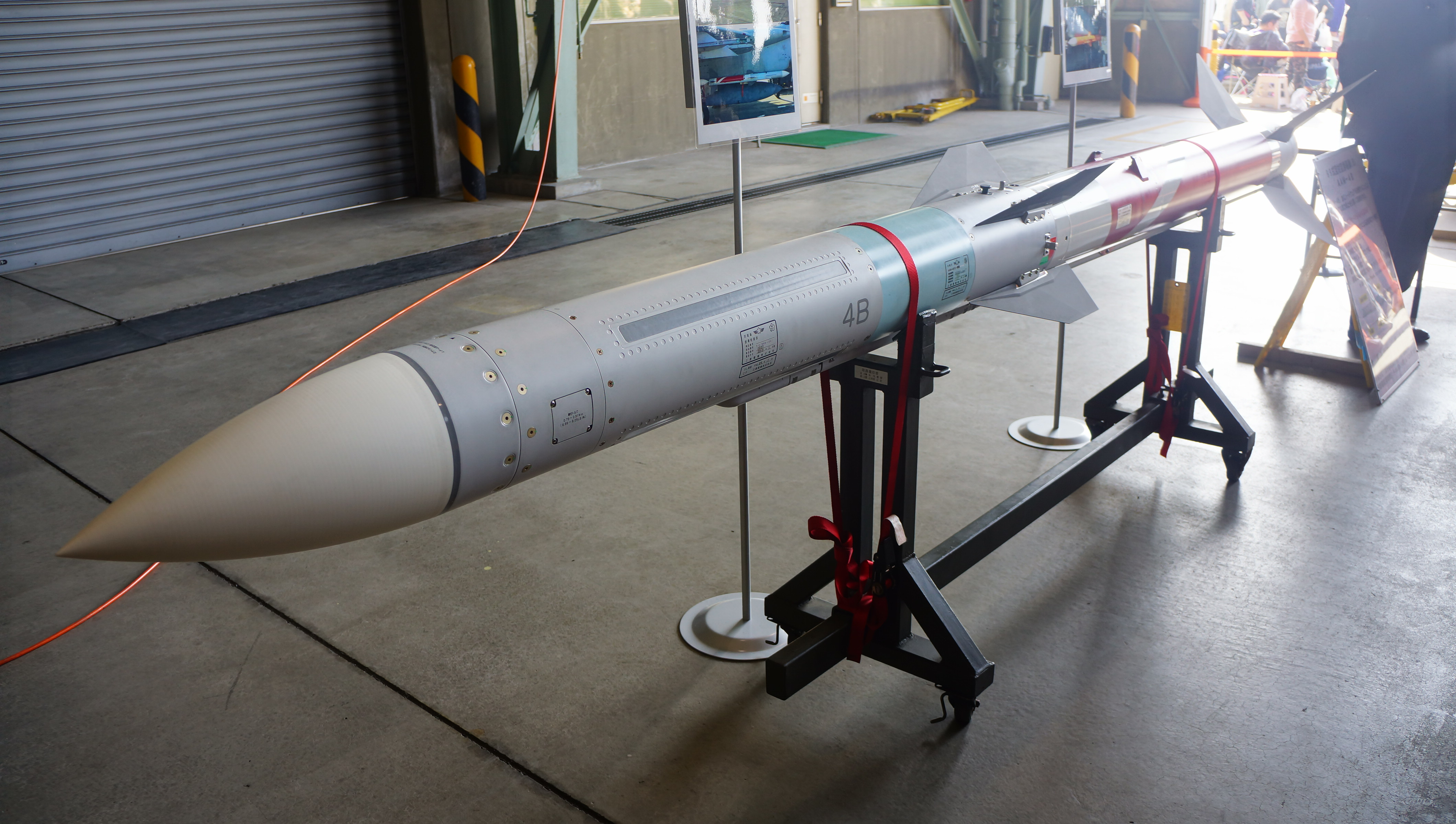
Tên lửa AAM-4B là tên lửa ngoài tầm nhìn đầu tiên được trang bị đầu dò AESA.
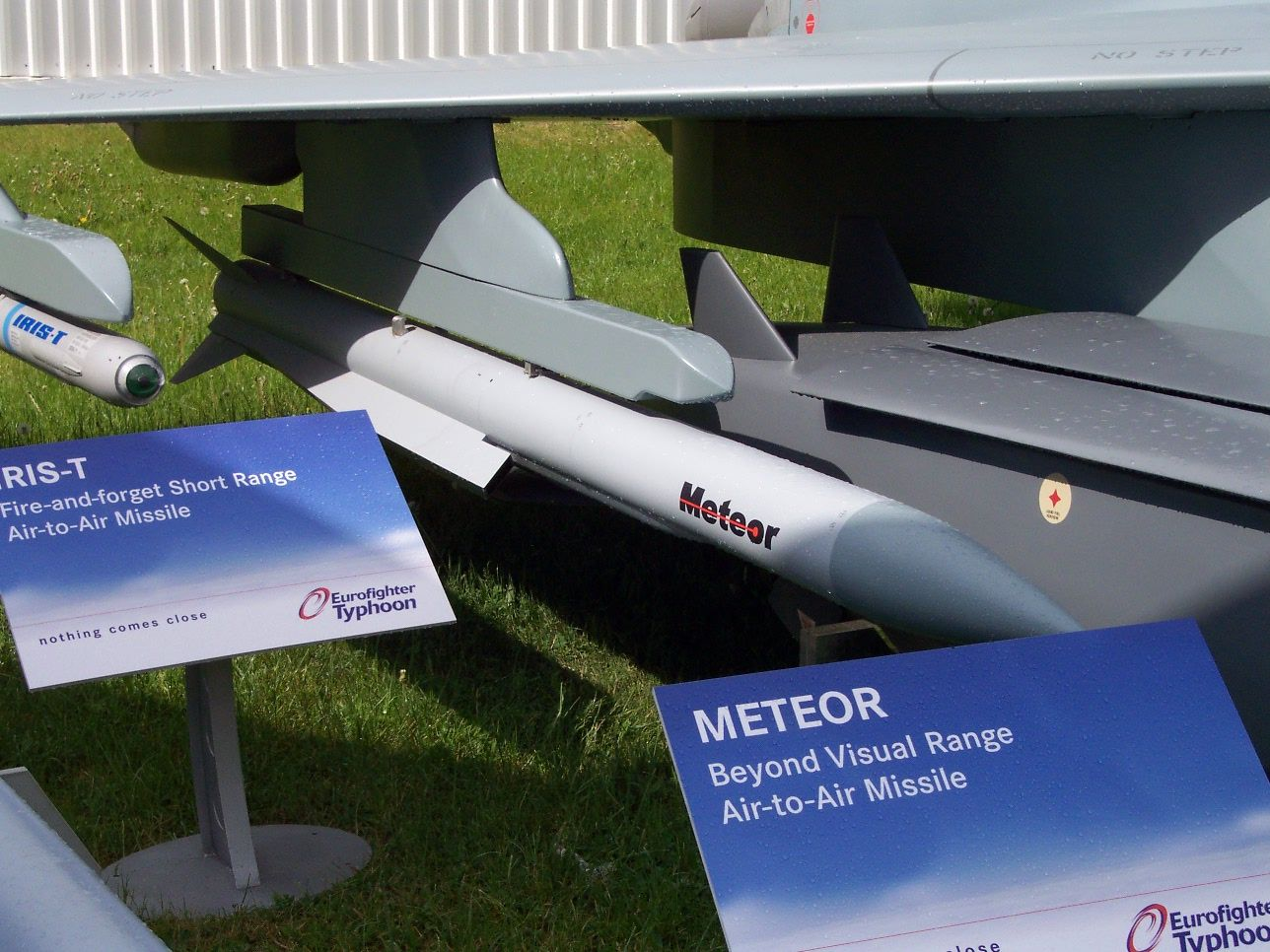
Meteor sử dụng động cơ duy trì ramjet.
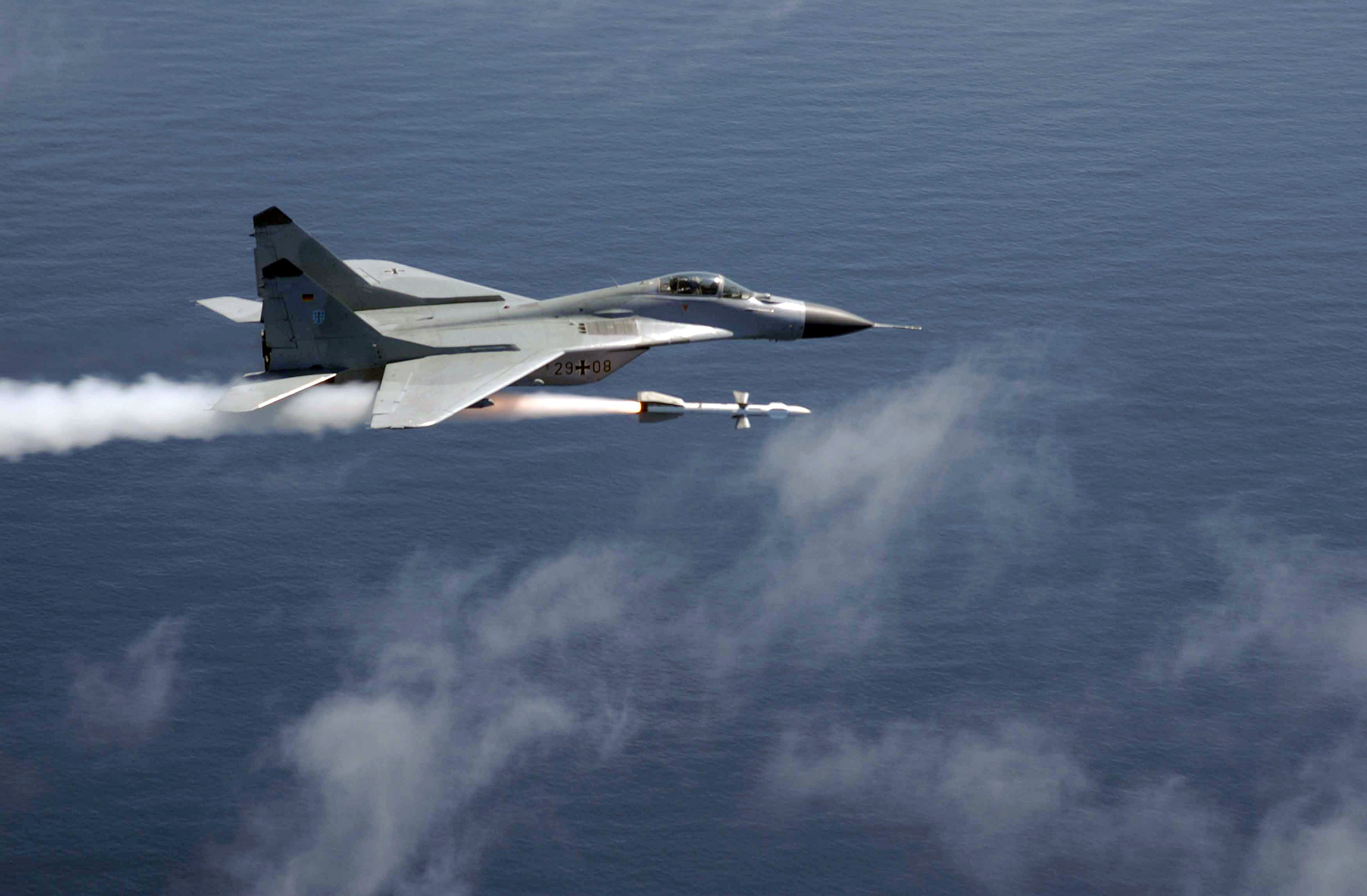
Một máy bay MiG-29 Fulcrum đang phóng tên lửa AA-10 "Alamo".
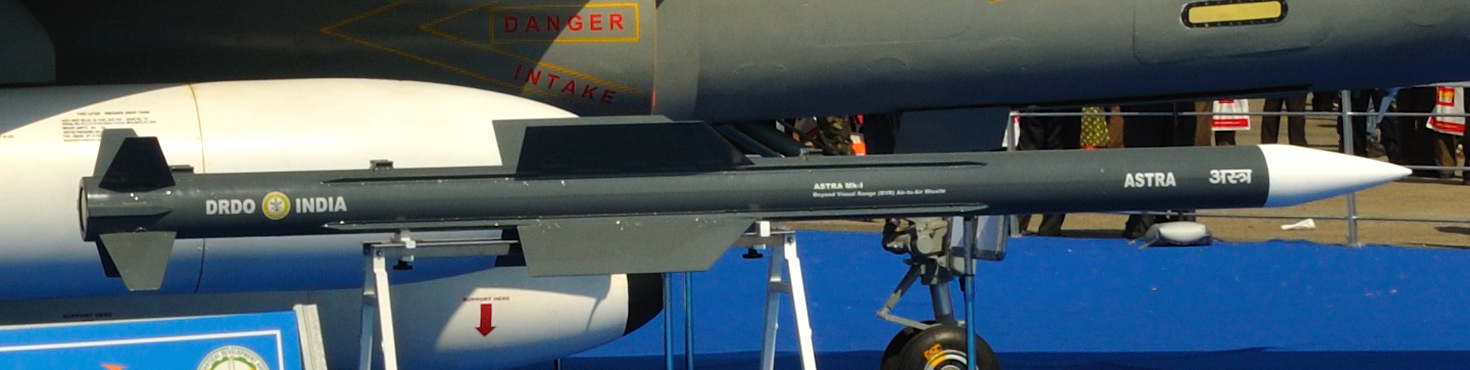
Astra Mk.1.

## Một số loại tên lửa không đối không ngoài tầm nhìn
- AAM-4 –  Japan
- AIM-7 Sparrow –  US
- AIM-54 Phoenix –  US
- AIM-120 AMRAAM –  US
- AIM-260 JATM –  US
- Astra MK-1 –  India
- Astra MK-2 –  India
- Astra MK-3 – India
- Gökdoğan (missile) –  Turkey
- Derby –  Israel
- K-100 –  Russia
- Meteor –  EU
- MICA –  France
- PL-12 (SD-10) –  China
- PL-15 –  China
- PL-17 –  China
- PL-21 –  China
- Python (missile) –  Israel
- R-27 –  Russia
- R-33 (missile) –  Soviet Union
- R-37 (missile) –  Russia
- R-40 (missile) –  Soviet Union
- R-77 –  Russia
- R-Darter –  South Africa
- Sky Spear –  Israel
- Sky Sword II –  Taiwan
- Skyflash –  UK